# Dorvillea
Genre
Synonymes
- Prionognathus Keferstein, 1862

Dorvillea est un genre d'annélides polychètes marins de la famille des Dorvilleidae (ordre des Eunicida).

## Systématique
Le genre Dorvillea a été créé en 1866 par le naturaliste anglais Edward Parfitt (1820-1893),.

## Liste des espèces
Selon World Register of Marine Species (10 août 2022) :
- Dorvillea angolana (Augener, 1918)
- Dorvillea atlantica (McIntosh, 1885)
- Dorvillea australiensis (McIntosh, 1885)
- Dorvillea bacescui Rullier, 1974
- Dorvillea bioculata (Grube, 1856)
- Dorvillea cerasina (Ehlers, 1901)
- Dorvillea clavata Wolf, 1986
- Dorvillea crassa Chamberlin, 1919
- Dorvillea erucaeformis (Malmgren, 1865)
- Dorvillea gardineri (Crossland, 1924)
- Dorvillea kastjani Tsetlin, 1980
- Dorvillea largidentis Wolf, 1986
- Dorvillea moniloceras (Moore, 1909)
- Dorvillea pseudorubrovittata Berkeley, 1927
- Dorvillea roemeri (Augener, 1912)
- Dorvillea rubra (Grube, 1856)
- Dorvillea rubrovittata (Grube, 1855)
- Dorvillea similis (Crossland, 1924)
- Dorvillea sociabilis (Webster, 1879)
- Dorvillea vittata (Grube, 1856)

## Publication originale
- (en) Edward Parfitt, « Description of a Nereis new to science », The Zoologist, vol. 1,‎ mars 1866, p. 113-114 (OCLC 1770671 et 173338280, lire en ligne).